# Хоккей с шайбой на зимних Олимпийских играх 2014 (женщины)
Женский хоккейный турнир на зимних Олимпийских играх 2014 года проходил с 8 по 20 февраля в Сочи, Россия. Матчи турнира проходили в ледовом дворце «Большой» и на ледовой арене «Шайба». В соревновании приняли участие 6 лучших команд согласно мировому рейтингу ИИХФ 2012 года, составленному после чемпионата мира 2012, и 2 команды, победившие в своих группах в финальном этапе квалификации.
Сборная Канады завоевала золотые медали, одолев в финале сборную США в овертайме со счётом 3:2. Таким образом, женская сборная Канады стала победителем четырёх последних проводимых женских хоккейных турниров на Олимпийских играх. Канадские игроки Хейли Виккенхайзер, Джейна Хеффорд и Каролин Уэллетт после этого турнира завоевали по четыре золотые олимпийские медали в хоккее, что является рекордом.
Бронзовую медаль впервые в своей истории выиграла сборная Швейцарии, победившая в матче за третье место сборную Швеции — 4:3. Это достижение стало возможным во многом благодаря вратарю швейцарок Флоренс Шеллинг, которая по окончании турнира была признана самым ценным игроком, лучшим вратарём, а также вошла в сборную всех звёзд.
В июне 2020 года исполком Международного олимпийского комитета (МОК) утвердил аннулирование результата женской сборной России по хоккею на Олимпиаде-2014 в Сочи за нарушении антидопинговых правил.

## Медалисты

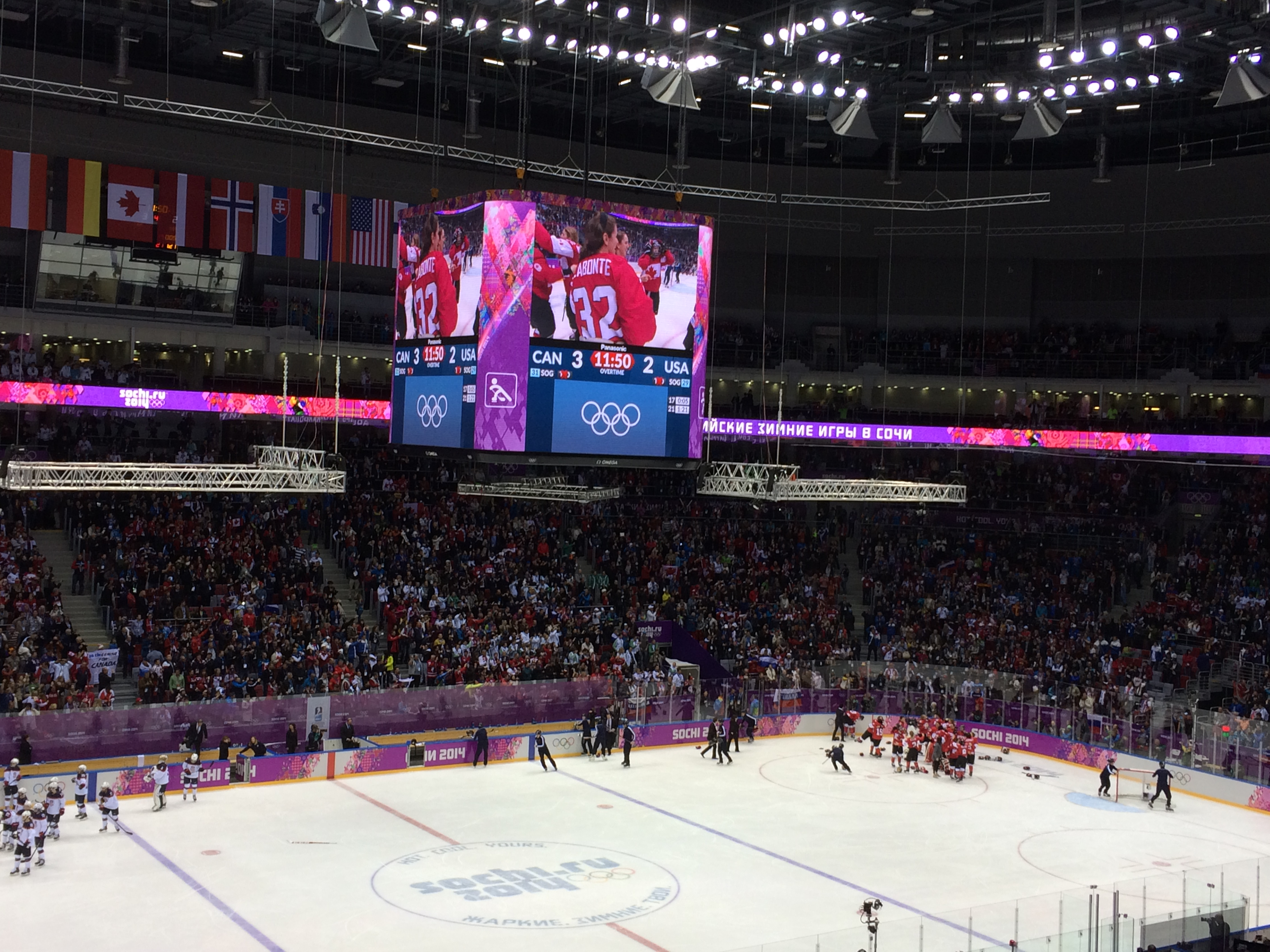
Финальная игра за первое место между сборными Канады и США

| Золото | Серебро | Бронза |
| КанадаМеган Агоста · Хейли Виккенхайзер · Мелоди Дауст · Брианн Дженнер · Ребекка Джонстон · Хейли Ирвин · Шарлин Лабонте · Женевьев Лакасс · Жослин Ларок · Меган Миккелсон · Мари-Филип Пулен · Лорин Ружо · Шэннон Сабадош · Натали Спунер · Кэтрин Уорд · Тара Уотхорн · Дженнифер Уэйкфилд · Каролин Уэллетт · Лаура Фортино · Джейна Хеффорд · Джиллиан Эппс | СШАМолли Шаус · Меган Бозек · Джесси Веттер · Кендалл Койн · Алекс Карпентер · Аманда Кессел · Брайанн Маклафлин · Кейси Беллами · Мишель Пикар · Энн Шлепер · Жозефин Пукки · Моник Ламурё · Меган Дагган · Линдси Фрай · Джули Чу · Келли Стэк · Жослин Ламурё · Жизель Марвин · Брианна Декер · Хилари Найт · Ли Стеклейн | ШвейцарияЯнина Альдер · Софи Антаматтен · Лаура Бенц · Сара Бенц · Николь Булло · Нина Вайдахер · Ливия Альтман · Стефани Марти · Катрин Набхольц · Ангела Фраучи · Джулия Марти · Сара Форстер · Сандра Тальман · Роми Эггиман · Фёбе Стенц · Аня Штифель · Лара Штальдер · Эвелина Разелли · Джессика Луц · Алина Мюллер · Флоренс Шеллинг |

## Квалификация
| Турнир | Дата                           | Место проведения              | Мест | Команды                               |
| --- | ------------------------------ | ----------------------------- | ---- | ------------------------------------- |
| Хозяева |                                |                               | 1    | Россия                                |
| Мировой рейтинг ИИХФ 2012 Включает в себя следующие события: Чемпионат мира 2009 Зимние Олимпийские игры 2010 Чемпионат мира 2011 Чемпионат мира 2012 | 4 апреля 2009 — 14 апреля 2012 | Берлингтон и Саут-Бёрлингтон^ | 5    | Канада США Финляндия Швейцария Швеция |
| Финальная квалификация | 7 — 10 февраля 2013            | Попрад                        | 1    | Япония                                |
| Финальная квалификация | 7 — 10 февраля 2013            | Вайден                        | 1    | Германия                              |
| Всего |                                |                               | 8    |                                       |

^ Результаты последнего чемпионата мира, проходившего в США, имеют наибольший вес в рейтинге.

## Составы
| Группа A                               | Группа B                              |
| -------------------------------------- | ------------------------------------- |
| - Канада - Финляндия - США - Швейцария | - Россия - Швеция - Германия - Япония |

## Судьи
ИИХФ утвердила 6 главных и 9 линейных судей для обслуживания матчей женского хоккейного турнира Олимпийских игр 2014 года.
| Главные судьи - Эрин Блэйр - Мелани Бордело - Анна Эскола - Николь Хертрич - Айна Хове - Джой Тоттмэн | Линейные судьи - Тереза Бьоркман - Денис Кои - Стефани Ганьон - Шарлотт Жирар - Алисия Хэнрахан - Лаурла Джонсон - Михаэла Куделова - Илона Новотна - Зузана Свободова |  |

## Предварительный раунд
|  | Команды, выходящие в полуфинал             |
|  | Команды, выходящие в четвертьфинал         |
|  | Команды, участвующие в матчах за 5-8 места |

### Группа A
| М | Сборная   | И | В | ВО | ПО | П | ШЗ | ШП | РШ  | О |
| - | --------- | - | - | -- | -- | - | -- | -- | --- | - |
| 1 | Канада    | 3 | 3 | 0  | 0  | 0 | 11 | 2  | +9  | 9 |
| 2 | США       | 3 | 2 | 0  | 0  | 1 | 14 | 4  | +10 | 6 |
| 3 | Финляндия | 3 | 0 | 1  | 0  | 2 | 5  | 9  | −4  | 2 |
| 4 | Швейцария | 3 | 0 | 0  | 1  | 2 | 3  | 18 | −15 | 1 |

Время местное (UTC+4).
| 2014-02-8 12:00 | США | 3:1 (1:0, 2:0, 0:1) | Финляндия | Ледовая арена «Шайба», Сочи Зрителей: 4135 |

| Отчёт                                                                                                 | Отчёт                       | Отчёт                                       | Отчёт                    | Отчёт                 |
| --- | --------------------------- | ------------------------------------------- | ------------------------ | --------------------- |
| |                             |                                             |                          |                       |
| | Джесси Веттер — 00:00-60:00 | Вратари                                     | 00:00-59:08 — Ноора Рятю | Судья: Николь Хертрич |
| | Голы:                       |                                             |                          | Судья: Николь Хертрич |
| Хилари Найт — 00:53 Келли Стэк — 27:42 (Х. Найт, М. Бозек) Алекс Карпентер (бол.) — 41:25 (Э. Шлепер) | 1:0 2:0 3:0 3:1             | 55:22 — Сусанна Тапани (бол.) (М. Карвинен) |                          | Судья: Николь Хертрич |
| |                             |                                             |                          | Судья: Николь Хертрич |
| |                             |                                             |                          | Судья: Николь Хертрич |
| |                             |                                             |                          | Судья: Николь Хертрич |
| 4 мин                                                                                                 | Штраф                       | 8 мин                                       |                          | Судья: Николь Хертрич |
| |                             |                                             |                          |                       |
| | 43                          | Броски                                      | 15                       |                       |

| 2014-02-8 17:00 | Канада | 5:0 (2:0, 3:0, 0:0) | Швейцария | Ледовая арена «Шайба», Сочи Зрителей: 4386 |

| Отчёт | Отчёт                        | Отчёт   | Отчёт                         | Отчёт            |
| --- | ---------------------------- | ------- | ----------------------------- | ---------------- |
| |                              |         |                               |                  |
| | Шарлин Лабонте — 00:00-60:00 | Вратари | 00:00-60:00 — Флоренс Шеллинг | Судья: Айна Хове |
| | Голы:                        |         |                               | Судья: Айна Хове |
| Жослин Ларок — 01:25 (Н. Спунер) Тара Уотхорн — 06:30 (Р. Джонстон) Хейли Виккенхайзер (мен.) — 23:54 Мари-Филип Пулен — 32:28 (Дж. Хеффорд, Р. Джонстон) Ребекка Джонстон — 36:10 (М.-Ф. Пулен) | 1:0 2:0 3:0 4:0 5:0          |         |                               | Судья: Айна Хове |
| |                              |         |                               | Судья: Айна Хове |
| |                              |         |                               | Судья: Айна Хове |
| |                              |         |                               | Судья: Айна Хове |
| 2 мин | Штраф                        | 4 мин   |                               | Судья: Айна Хове |
| |                              |         |                               |                  |
| | 69                           | Броски  | 14                            |                  |

| 2014-02-10 14:00 | США | 9:0 (5:0, 1:0, 3:0) | Швейцария | Ледовая арена «Шайба», Сочи Зрителей: 3812 |

| Отчёт | Отчёт                               | Отчёт   | Отчёт                         | Отчёт                 |
| --- | ----------------------------------- | ------- | ----------------------------- | --------------------- |
| |                                     |         |                               |                       |
| | Молли Шаус — 00:00-60:00            | Вратари | 00:00-60:00 — Флоренс Шеллинг | Судья: Мелани Бордело |
| | Голы:                               |         |                               | Судья: Мелани Бордело |
| Моник Ламурё — 09:20 (Ж. Ламурё, М. Дагган) Брианна Декер — 10:07 (А. Кессел, Х. Найт) Аманда Кессел — 10:15 (К. Койн) Хилари Найт — 14:23 (К. Стэк, Дж. Чу) Аманда Кессел (бол.) — 15:42 (К. Койн, Б. Декер) Моник Ламурё — 33:26 (Ж. Ламурё, Л. Стеклейн) Кендалл Койн — 40:49 (К. Стэк) Кендалл Койн — 43:59 (А. Кессел, М. Бозек) Алекс Карпентер — 55:39 (Ж. Пуччи) | 1:0 2:0 3:0 4:0 5:0 6:0 7:0 8:0 9:0 |         |                               | Судья: Мелани Бордело |
| |                                     |         |                               | Судья: Мелани Бордело |
| |                                     |         |                               | Судья: Мелани Бордело |
| |                                     |         |                               | Судья: Мелани Бордело |
| 4 мин | Штраф                               | 8 мин   |                               | Судья: Мелани Бордело |
| |                                     |         |                               |                       |
| | 53                                  | Броски  | 10                            |                       |

| 2014-02-10 19:00 | Финляндия | 0:3 (0:0, 0:0, 0:3) | Канада | Ледовая арена «Шайба», Сочи Зрителей: 4837 |

| Отчёт  | Отчёт                                | Отчёт                                                                                                  | Отчёт                        | Отчёт               |
| ------ | ------------------------------------ | --- | ---------------------------- | ------------------- |
|        |                                      | |                              |                     |
|        | Ноора Рятю — 00:00-58:19 59:17-59:22 | Вратари                                                                                                | 00:00-60:00 — Шэннон Сабадош | Судья: Джой Тоттмэн |
|        | Голы:                                | |                              | Судья: Джой Тоттмэн |
|        | 0:1 0:2 0:3                          | 49:27 — Меган Агоста (бол.) 52:24 — Джейна Хеффорд 56:63 — Ребекка Джонстон (Дж. Хеффорд, М.-Ф. Пулен) |                              | Судья: Джой Тоттмэн |
|        |                                      | |                              | Судья: Джой Тоттмэн |
|        |                                      | |                              | Судья: Джой Тоттмэн |
|        |                                      | |                              | Судья: Джой Тоттмэн |
| 10 мин | Штраф                                | 12 мин                                                                                                 |                              | Судья: Джой Тоттмэн |
|        |                                      | |                              |                     |
|        | 14                                   | Броски                                                                                                 | 42                           |                     |

| 2014-02-12 12:00 | Швейцария | 3:4 (OT) (0:2, 2:1, 1:0, 0:1) | Финляндия | Ледовая арена «Шайба», Сочи Зрителей: 4211 |

| Отчёт | Отчёт                         | Отчёт | Отчёт                    | Отчёт             |
| --- | ----------------------------- | --- | ------------------------ | ----------------- |
| |                               | |                          |                   |
| | Флоренс Шеллинг — 00:00-62:38 | Вратари | 00:00-62:38 — Ноора Рятю | Судья: Эрин Блэйр |
| | Голы:                         | |                          | Судья: Эрин Блэйр |
| Роми Эггиман — 23:28 (Н. Булло) Фёбе Стенц (бол.) — 28:00 (Дж. Луц) Стефани Марти (бол.) — 35:31 (Н. Булло) | 0:1 0:2 1:2 2:2 2:3 :3 3:4    | 07:56 — Енни Хийрикоски (М. Ялосуо, М. Карвинен) 09:55 — Мишель Карвинен (мен.) (С. Таркки, А. Кильпонен) 35:31 — Мишель Карвинен (бол.) (С. Таркки, Е. Хийрикоски) 62:38 — Енни Хийрикоски (Л. Валимяки, А. Кильпонен) |                          | Судья: Эрин Блэйр |
| |                               | |                          | Судья: Эрин Блэйр |
| |                               | |                          | Судья: Эрин Блэйр |
| |                               | |                          | Судья: Эрин Блэйр |
| 31 мин | Штраф                         | 12 мин |                          | Судья: Эрин Блэйр |
| |                               | |                          |                   |
| | 27                            | Броски | 34                       |                   |

| 2014-02-12 16:30 | Канада | 3:2 (0:0, 0:1, 3:1) | США | Ледовая арена «Шайба», Сочи Зрителей: 4812 |

| Отчёт | Отчёт                        | Отчёт                                                                                         | Отчёт                                   | Отчёт              |
| --- | ---------------------------- | --------------------------------------------------------------------------------------------- | --------------------------------------- | ------------------ |
| |                              |                                                                                               |                                         |                    |
| | Шарлин Лабонте — 00:00-60:00 | Вратари                                                                                       | 00:00-57:45 — Джесси Веттер 58:55-59:02 | Судья: Анна Эскола |
| | Голы:                        |                                                                                               |                                         | Судья: Анна Эскола |
| Меган Агоста (бол.) — 42:21 (Х. Виккенхайзер) Хейли Виккенхайзер — 43:54 (Н. Спунер, М. Агоста) Меган Агоста — 54:55 | 0:1 :1 2:1 3:1 3:2           | 37:34 — Хилари Найт (бол.) (А. Карпентер, Э. Шлепер) 58:55 — Энн Шлепер (Б. Декер, Ж. Ламурё) |                                         | Судья: Анна Эскола |
| |                              |                                                                                               |                                         | Судья: Анна Эскола |
| |                              |                                                                                               |                                         | Судья: Анна Эскола |
| |                              |                                                                                               |                                         | Судья: Анна Эскола |
| 8 мин | Штраф                        | 10 мин                                                                                        |                                         | Судья: Анна Эскола |
| |                              |                                                                                               |                                         |                    |
| | 31                           | Броски                                                                                        | 27                                      |                    |

### Группа B
| М | Сборная  | И | В | ВО | ПО | П | ШЗ | ШП | РШ | О |
| - | -------- | - | - | -- | -- | - | -- | -- | -- | - |
| 1 | Россия   | 3 | 3 | 0  | 0  | 0 | 9  | 3  | +6 | 9 |
| 2 | Швеция   | 3 | 2 | 0  | 0  | 1 | 6  | 3  | +3 | 6 |
| 3 | Германия | 3 | 1 | 0  | 0  | 2 | 5  | 8  | −3 | 3 |
| 4 | Япония   | 3 | 0 | 0  | 0  | 3 | 1  | 7  | −6 | 0 |

Время местное (UTC+4).
| 2014-02-9 12:00 | Швеция | 1:0 (1:0, 0:0, 0:0) | Япония | Ледовая арена «Шайба», Сочи Зрителей: 2928 |

| Отчёт                                           | Отчёт                            | Отчёт   | Отчёт                        | Отчёт             |
| ----------------------------------------------- | -------------------------------- | ------- | ---------------------------- | ----------------- |
|                                                 |                                  |         |                              |                   |
|                                                 | Валентина Валльнер — 00:00-60:00 | Вратари | 00:00-59:13 — Нана Фудзимото | Судья: Эрин Блэйр |
|                                                 | Голы:                            |         |                              | Судья: Эрин Блэйр |
| Йенни Ассерхольт — 12:38 (Э. Элиассон, Э. Грам) | 1:0                              |         |                              | Судья: Эрин Блэйр |
|                                                 |                                  |         |                              | Судья: Эрин Блэйр |
|                                                 |                                  |         |                              | Судья: Эрин Блэйр |
|                                                 |                                  |         |                              | Судья: Эрин Блэйр |
| 8 мин                                           | Штраф                            | 4 мин   |                              | Судья: Эрин Блэйр |
|                                                 |                                  |         |                              |                   |
|                                                 | 23                               | Броски  | 19                           |                   |

| 2014-02-9 17:00 | Россия | 4:1 (0:0, 0:1, 4:0) | Германия | Ледовая арена «Шайба», Сочи Зрителей: 5048 |

| Отчёт | Отчёт                      | Отчёт                                           | Отчёт                      | Отчёт              |
| --- | -------------------------- | ----------------------------------------------- | -------------------------- | ------------------ |
| |                            |                                                 |                            |                    |
| | Юлия Лескина — 00:00-60:00 | Вратари                                         | 00:00-60:00 — Виона Харрер | Судья: Анна Эскола |
| | Голы:                      |                                                 |                            | Судья: Анна Эскола |
| Ия Гаврилова — 45:04 (А. Хомич, Е. Смоленцева) Ольга Сосина (бол.) — 48:49 (И. Дюбанок, Т. Бурина) Екатерина Смоленцева — 49:27 (А. Шибанова) Ольга Сосина — 52:15 (И. Дюбанок, Е. Смоленцева) | 0:1 :1 2:1 3:1 4:1         | 26:48 — Франциска Буш (М. Анвандер, А. Вайссер) |                            | Судья: Анна Эскола |
| |                            |                                                 |                            | Судья: Анна Эскола |
| |                            |                                                 |                            | Судья: Анна Эскола |
| |                            |                                                 |                            | Судья: Анна Эскола |
| 4 мин | Штраф                      | 8 мин                                           |                            | Судья: Анна Эскола |
| |                            |                                                 |                            |                    |
| | 37                         | Броски                                          | 15                         |                    |

| 2014-02-11 14:00 | Германия | 0:4 (0:1, 0:0, 0:3) | Швеция | Ледовая арена «Шайба», Сочи Зрителей: 4015 |

| Отчёт | Отчёт                         | Отчёт | Отчёт                           | Отчёт            |
| ----- | ----------------------------- | --- | ------------------------------- | ---------------- |
|       |                               | |                                 |                  |
|       | Дженнифер Харсс — 00:00-60:00 | Вратари | 00:00-60:00 — Ким Мартин Хассон | Судья: Айна Хове |
|       | Голы:                         | |                                 | Судья: Айна Хове |
|       | 0:1 0:2 0:3 0:4               | 01:00 — Эмма Нордин (Э. Элиассон, Э. Грам) 47:42 — Сесилия Эстберг (А. Боргквист) 50:31 — Йоханна Олофссон (С. Эстберг, М. Лёвенхильм) 51:35 — Пернилла Винберг (А. Боргквист) |                                 | Судья: Айна Хове |
|       |                               | |                                 | Судья: Айна Хове |
|       |                               | |                                 | Судья: Айна Хове |
|       |                               | |                                 | Судья: Айна Хове |
| 4 мин | Штраф                         | 10 мин |                                 | Судья: Айна Хове |
|       |                               | |                                 |                  |
|       | 21                            | Броски | 29                              |                  |

| 2014-02-11 19:00 | Россия | 2:1 (1:0, 0:0, 1:1) | Япония | Ледовая арена «Шайба», Сочи Зрителей: 4897 |

| Отчёт                                                   | Отчёт                      | Отчёт                       | Отчёт                        | Отчёт                 |
| ------------------------------------------------------- | -------------------------- | --------------------------- | ---------------------------- | --------------------- |
|                                                         |                            |                             |                              |                       |
|                                                         | Анна Пругова — 00:00-60:00 | Вратари                     | 00:00-59:24 — Нана Фудзимото | Судья: Николь Хертрич |
|                                                         | Голы:                      |                             |                              | Судья: Николь Хертрич |
| Татьяна Бурина — 11:39 Александра Вафина (мен.) — 51:36 | 1:0 1:1 2:1                | 40:33 — Аяка Токо (Х. Кубо) |                              | Судья: Николь Хертрич |
|                                                         |                            |                             |                              | Судья: Николь Хертрич |
|                                                         |                            |                             |                              | Судья: Николь Хертрич |
|                                                         |                            |                             |                              | Судья: Николь Хертрич |
| 6 мин                                                   | Штраф                      | 6 мин                       |                              | Судья: Николь Хертрич |
|                                                         |                            |                             |                              |                       |
|                                                         | 38                         | Броски                      | 22                           |                       |

| 2014-02-13 12:00 | Япония | 0:4 (0:1, 0:1, 0:2) | Германия | Ледовая арена «Шайба», Сочи Зрителей: 2618 |

| Отчёт | Отчёт                                    | Отчёт | Отчёт                      | Отчёт                 |
| ----- | ---------------------------------------- | --- | -------------------------- | --------------------- |
|       |                                          | |                            |                       |
|       | Нана Фудзимото — 00:00-58:40 59:28-60:00 | Вратари | 00:00-60:00 — Виона Харрер | Судья: Мелани Бордело |
|       | Голы:                                    | |                            | Судья: Мелани Бордело |
|       | 0:1 0:2 0:3 0:4                          | 13:23 — Мануэла Анвандер (бол.) (С. Крацер, М. Бекер) 20:48 — Франциска Буш (А. Ланцль) 58:31 — Керстин Шпильбергер (Т. Айзеншмид, Н. Каменик) 59:28 — Франциска Буш (п.в.) (Сюзанн Гёц) |                            | Судья: Мелани Бордело |
|       |                                          | |                            | Судья: Мелани Бордело |
|       |                                          | |                            | Судья: Мелани Бордело |
|       |                                          | |                            | Судья: Мелани Бордело |
| 8 мин | Штраф                                    | 10 мин |                            | Судья: Мелани Бордело |
|       |                                          | |                            |                       |
|       | 30                                       | Броски | 25                         |                       |

| 2014-02-13 21:00 | Швеция | 1:3 (0:1, 1:1, 0:1) | Россия | Ледовая арена «Шайба», Сочи Зрителей: 5092 |

| Отчёт                    | Отчёт                                        | Отчёт | Отчёт                      | Отчёт               |
| ------------------------ | -------------------------------------------- | --- | -------------------------- | ------------------- |
|                          |                                              | |                            |                     |
|                          | Валентина Валльнер — 00:00-58:17 59:19-59:32 | Вратари | 00:00-60:00 — Анна Пругова | Судья: Джой Тоттмэн |
|                          | Голы:                                        | |                            | Судья: Джой Тоттмэн |
| Пернилла Винберг — 38:58 | 0:1 0:2 1:2 1:3                              | 08:38 — Анна Щукина (Е. Пашкевич, А. Шохина) 29:20 — Алёна Хомич (Е. Смолина) 58:07 — Екатерина Смоленцева (О. Сосина) |                            | Судья: Джой Тоттмэн |
|                          |                                              | |                            | Судья: Джой Тоттмэн |
|                          |                                              | |                            | Судья: Джой Тоттмэн |
|                          |                                              | |                            | Судья: Джой Тоттмэн |
| 14 мин                   | Штраф                                        | 4 мин |                            | Судья: Джой Тоттмэн |
|                          |                                              | |                            |                     |
|                          | 16                                           | Броски | 31                         |                     |

## Плей-офф
|  | Четвертьфинал | Четвертьфинал | Четвертьфинал |  |  | Полуфинал | Полуфинал | Полуфинал |  |  | Финал | Финал  | Финал |
|  |               |               |               |  |  |           |           |           |  |  |       |        |       |
|  |               |               |               |  |  | A1        | Канада    | 3         |  |  |       |        |       |
|  | A4            | Швейцария     | 2             |  |  | А4        | Швейцария | 1         |  |  |       |        |       |
|  | B1            | Россия        | 0             |  |  |           |           |           |  |  | A1    | Канада | 3     |
|  |               |               |               |  |  |           |           |           |  |  | A2    | США    | 2     |
|  |               |               |               |  |  | A2        | США       | 6         |  |  |       |        |       |
|  | A3            | Финляндия     | 2             |  |  | B2        | Швеция    | 1         |  |  |       |        |       |
|  | B2            | Швеция        | 4             |  |  |           |           |           |  |  |       |        |       |

### Четвертьфинал
Время местное (UTC+4).
| 2014-02-15 12:00 | Финляндия | 2:4 (0:0, 1:0, 1:4) | Швеция | Ледовая арена «Шайба», Сочи Зрителей: 2917 |

| Отчёт                                                                               | Отчёт                                | Отчёт | Отчёт                            | Отчёт                 |
| ----------------------------------------------------------------------------------- | ------------------------------------ | --- | -------------------------------- | --------------------- |
|                                                                                     |                                      | |                                  |                       |
|                                                                                     | Ноора Рятю — 00:00-58:44 59:57-60:00 | Вратари | 00:00-60:00 — Валентина Валльнер | Судья: Николь Хертрич |
|                                                                                     | Голы:                                | |                                  | Судья: Николь Хертрич |
| Венла Хови — 33:16 (Л. Валимяки) Эмма Нуутинен — 45:21 (К. Рантамяки, Р. Линдстедт) | 1:0 1:1 1:2 :2 2:3 2:4               | 40:48 — Анна Боргквист (бол.) (Э. Нордин, П. Винберг) 45:09 — Лина Вестер (Й. Ассерхольт, П. Винберг) 56:45 — Эмма Элиассон (бол.) (М. Лёвенхильм, Э. Грам) 59:19 — Эмма Нордин (п.в.) (П. Винберг, Э. Андерссон) |                                  | Судья: Николь Хертрич |
|                                                                                     |                                      | |                                  | Судья: Николь Хертрич |
|                                                                                     |                                      | |                                  | Судья: Николь Хертрич |
|                                                                                     |                                      | |                                  | Судья: Николь Хертрич |
| 12 мин                                                                              | Штраф                                | 10 мин |                                  | Судья: Николь Хертрич |
|                                                                                     |                                      | |                                  |                       |
|                                                                                     | 31                                   | Броски | 32                               |                       |

| 2014-02-15 16:30 | Швейцария | 2:0 (1:0, 0:0, 1:0) | Россия | Ледовая арена «Шайба», Сочи Зрителей: 4962 |

| Отчёт                                                                                 | Отчёт                         | Отчёт   | Отчёт                                  | Отчёт               |
| ------------------------------------------------------------------------------------- | ----------------------------- | ------- | -------------------------------------- | ------------------- |
|                                                                                       |                               |         |                                        |                     |
|                                                                                       | Флоренс Шеллинг — 00:00-60:00 | Вратари | 00:00-58:35 — Анна Пругова 59:39-60:00 | Судья: Джой Тоттмэн |
|                                                                                       | Голы:                         |         |                                        | Судья: Джой Тоттмэн |
| Стефани Марти — 10:46 (А. Мюллер, С. Тальман) Лара Штальдер (п.в.) — 59:39 (Н. Булло) | 1:0 2:0                       |         |                                        | Судья: Джой Тоттмэн |
|                                                                                       |                               |         |                                        | Судья: Джой Тоттмэн |
|                                                                                       |                               |         |                                        | Судья: Джой Тоттмэн |
|                                                                                       |                               |         |                                        | Судья: Джой Тоттмэн |
| 8 мин                                                                                 | Штраф                         | 2 мин   |                                        | Судья: Джой Тоттмэн |
|                                                                                       |                               |         |                                        |                     |
|                                                                                       | 27                            | Броски  | 41                                     |                     |

### Полуфинал
Время местное (UTC+4).
| 2014-02-17 16:30 | США | 6:1 (3:0, 2:0, 1:1) | Швеция | Ледовая арена «Шайба», Сочи Зрителей: 4542 |

| Отчёт | Отчёт                       | Отчёт                                            | Отчёт                                                            | Отчёт                 |
| --- | --------------------------- | ------------------------------------------------ | ---------------------------------------------------------------- | --------------------- |
| |                             |                                                  |                                                                  |                       |
| | Джесси Веттер — 00:00-60:00 | Вратари                                          | 00:00-32:21 — Валентина Валльнер 32:21-60:00 — Ким Мартин Хассон | Судья: Мелани Бордело |
| | Голы:                       |                                                  |                                                                  | Судья: Мелани Бордело |
| Алекс Карпентер (бол.) — 06:10 (М. Бозек, К. Стэк) Кейси Беллами — 07:16 (Б. Декер, М. Бозек) Аманда Кессел — 11:19 (Б. Декед, Ж. Марвин) Моник Ламурё (бол.) — 25:41 (Ж. Ламурё, К. Беллами) Меган Бозек — 32:17 (К. Койн) Брианна Декер — 56:58 (К. Койн, А. Кессел) | 1:0 2:0 3:0 4:0 5:0 5:1 6:1 | 53:04 — Анна Боргквист (Э. Элиассон, П. Винберг) |                                                                  | Судья: Мелани Бордело |
| |                             |                                                  |                                                                  | Судья: Мелани Бордело |
| |                             |                                                  |                                                                  | Судья: Мелани Бордело |
| |                             |                                                  |                                                                  | Судья: Мелани Бордело |
| 6 мин | Штраф                       | 8 мин                                            |                                                                  | Судья: Мелани Бордело |
| |                             |                                                  |                                                                  |                       |
| | 70                          | Броски                                           | 9                                                                |                       |

| 2014-02-17 21:00 | Канада | 3:1 (3:0, 0:1, 0:0) | Швейцария | Ледовая арена «Шайба», Сочи Зрителей: 3378 |

| Отчёт | Отчёт                        | Отчёт                                          | Отчёт                         | Отчёт             |
| --- | ---------------------------- | ---------------------------------------------- | ----------------------------- | ----------------- |
| |                              |                                                |                               |                   |
| | Шэннон Сабадош — 00:00-60:00 | Вратари                                        | 00:00-60:00 — Флоренс Шеллинг | Судья: Эрин Блэйр |
| | Голы:                        |                                                |                               | Судья: Эрин Блэйр |
| Натали Спунер — 07:29 (Х. Виккенхайзер) Натали Спунер (бол.) — 11:10 (К. Уорд, Х. Виккенхайзер) Мелоди Дауст — 11:33 (Дж. Уэйкфилд) | 1:0 2:0 3:0 3:1              | 25:14 — Джессика Луц (бол.) (С. Бенц, Л. Бенц) |                               | Судья: Эрин Блэйр |
| |                              |                                                |                               | Судья: Эрин Блэйр |
| |                              |                                                |                               | Судья: Эрин Блэйр |
| |                              |                                                |                               | Судья: Эрин Блэйр |
| 12 мин | Штраф                        | 10 мин                                         |                               | Судья: Эрин Блэйр |
| |                              |                                                |                               |                   |
| | 48                           | Броски                                         | 22                            |                   |

### Матч за 3-е место
Время местное (UTC+4).
| 2014-02-20 16:00 | Швейцария | 4:3 (0:1, 0:1, 4:1) | Швеция | Ледовый дворец «Большой», Сочи Зрителей: 8283 |

| Отчёт | Отчёт                         | Отчёт | Отчёт                                        | Отчёт                 |
| --- | ----------------------------- | --- | -------------------------------------------- | --------------------- |
| |                               | |                                              |                       |
| | Флоренс Шеллинг — 00:00-60:00 | Вратари | 00:00-57:54 — Валентина Валльнер 59:16-59:37 | Судья: Николь Хертрич |
| | Голы:                         | |                                              | Судья: Николь Хертрич |
| Сара Бенц — 41:18 (С. Форстер) Фёбе Стенц (бол.) — 46:13 (А. Мюллер) Джессика Луц — 53:43 (Л. Штальдер, Ф. Стенц) Алина Мюллер (п.в.) — 58:53 | 0:1 0:2 1:2 2:2 3:2 4:2 4:3   | 14:00 — Мишель Лёвенхильм (М. Линд, С. Эстберг) 38:58 — Эрика Уден Юханссон (С. Эстберг, М. Линд) 59:16 — Пернилла Винберг (Й. Ассерхольт, Э. Грам) |                                              | Судья: Николь Хертрич |
| |                               | |                                              | Судья: Николь Хертрич |
| |                               | |                                              | Судья: Николь Хертрич |
| |                               | |                                              | Судья: Николь Хертрич |
| 10 мин | Штраф                         | 4 мин |                                              | Судья: Николь Хертрич |
| |                               | |                                              |                       |
| | 26                            | Броски | 31                                           |                       |

### Финал
Время местное (UTC+4).
| 2014-02-20 21:00 | Канада | 3:2 (OT) (0:0, 0:1, 2:1, 1:0) | США | Ледовый дворец «Большой», Сочи Зрителей: 10 639 |

| Отчёт | Отчёт                                    | Отчёт                                                                              | Отчёт                       | Отчёт               |
| --- | ---------------------------------------- | ---------------------------------------------------------------------------------- | --------------------------- | ------------------- |
| |                                          |                                                                                    |                             |                     |
| | Шэннон Сабадош — 00:00-58:25 59:05-68:10 | Вратари                                                                            | 00:00-68:10 — Джесси Веттер | Судья: Джой Тоттмэн |
| | Голы:                                    |                                                                                    |                             | Судья: Джой Тоттмэн |
| Брианн Дженнер — 56:34 (М. Миккелсон, Ж. Ларок) Мари-Филип Пулен — 59:05 (Р. Джонстон, Х. Ирвин) Мари-Филип Пулен (бол.) — 68:10 (Л. Фортино) | 0:1 0:2 1:2 2:2 3:2                      | 31:57 — Меган Дагган (Ж. Ламурё) 42:01 — Алекс Карпентер (бол.) (Х. Найт, К. Стэк) |                             | Судья: Джой Тоттмэн |
| |                                          |                                                                                    |                             | Судья: Джой Тоттмэн |
| |                                          |                                                                                    |                             | Судья: Джой Тоттмэн |
| |                                          |                                                                                    |                             | Судья: Джой Тоттмэн |
| 10 мин | Штраф                                    | 14 мин                                                                             |                             | Судья: Джой Тоттмэн |
| |                                          |                                                                                    |                             |                     |
| | 31                                       | Броски                                                                             | 29                          |                     |

## Матчи за 5-8 места
|  | Матч за 5-8 места | Матч за 5-8 места | Матч за 5-8 места | Матч за 5-8 места | Матч за 5-8 места | Матч за 5-8 места | Матч за 5-8 места | Матч за 5-8 места | Матч за 5-8 места | Матч за 5-8 места |    |           | Матч за 5 место | Матч за 5 место | Матч за 5 место | Матч за 5 место | Матч за 5 место | Матч за 5 место | Матч за 5 место | Матч за 5 место | Матч за 5 место | Матч за 5 место |
|  |                   |                   |                   |                   |                   |                   |                   |                   |                   |                   |    |           |                 |                 |                 |                 |                 |                 |                 |                 |                 |                 |
|  | А3                | Финляндия         | Финляндия         | Финляндия         | Финляндия         | Финляндия         | Финляндия         | Финляндия         | Финляндия         | 2                 |    |           |                 |                 |                 |                 |                 |                 |                 |                 |                 |                 |
|  | А3                | Финляндия         | Финляндия         | Финляндия         | Финляндия         | Финляндия         | Финляндия         | Финляндия         | Финляндия         | 2                 |    |           |                 |                 |                 |                 |                 |                 |                 |                 |                 |                 |
|  | В3                | Германия          | Германия          | Германия          | Германия          | Германия          | Германия          | Германия          | Германия          | 1                 |    |           |                 |                 |                 |                 |                 |                 |                 |                 |                 |                 |
|  |                   |                   |                   |                   |                   |                   |                   |                   |                   |                   | А3 | Финляндия | Финляндия       | Финляндия       | Финляндия       | Финляндия       | Финляндия       | Финляндия       | Финляндия       | 4               |                 |                 |
|  |                   |                   |                   |                   |                   |                   |                   |                   |                   |                   | А3 | Финляндия | Финляндия       | Финляндия       | Финляндия       | Финляндия       | Финляндия       | Финляндия       | Финляндия       | 4               |                 |                 |
|  |                   |                   |                   |                   |                   |                   |                   |                   |                   |                   |    |           | B1              | Россия          | Россия          | Россия          | Россия          | Россия          | Россия          | Россия          | Россия          | 0               |
|  | B1                | Россия            | Россия            | Россия            | Россия            | Россия            | Россия            | Россия            | Россия            | 6                 |    |           | B1              | Россия          | Россия          | Россия          | Россия          | Россия          | Россия          | Россия          | Россия          | 0               |
|  | B1                | Россия            | Россия            | Россия            | Россия            | Россия            | Россия            | Россия            | Россия            | 6                 |    |           |                 |                 |                 |                 |                 |                 |                 |                 |                 |                 |
|  | В4                | Япония            | Япония            | Япония            | Япония            | Япония            | Япония            | Япония            | Япония            | 3                 |    |           |                 |                 |                 |                 |                 |                 |                 |                 |                 |                 |
|  | В4                | Япония            | Япония            | Япония            | Япония            | Япония            | Япония            | Япония            | Япония            | 3                 |    |           |                 |                 |                 |                 |                 |                 |                 |                 |                 |                 |
|  |                   |                   |                   |                   |                   |                   |                   |                   |                   |                   |    |           | Матч за 7 место |                 |                 |                 |                 |                 |                 |                 |                 |                 |
|  |                   |                   |                   |                   |                   |                   |                   |                   |                   |                   |    |           |                 |                 |                 |                 |                 |                 |                 |                 |                 |                 |
|  |                   |                   |                   |                   |                   |                   |                   |                   |                   |                   |    |           |                 |                 |                 |                 |                 |                 |                 |                 |                 |                 |
|  |                   |                   |                   |                   |                   |                   |                   |                   |                   |                   |    |           |                 |                 |                 |                 |                 |                 |                 |                 |                 |                 |
|  |                   |                   |                   |                   |                   |                   |                   |                   |                   |                   |    |           | В3              | Германия        | Германия        | Германия        | Германия        | Германия        | Германия        | Германия        | Германия        | 3               |
|  |                   |                   |                   |                   |                   |                   |                   |                   |                   |                   |    |           | В3              | Германия        | Германия        | Германия        | Германия        | Германия        | Германия        | Германия        | Германия        | 3               |
|  |                   |                   |                   |                   |                   |                   |                   |                   |                   |                   |    |           | В4              | Япония          | Япония          | Япония          | Япония          | Япония          | Япония          | Япония          | Япония          | 2               |
|  |                   |                   |                   |                   |                   |                   |                   |                   |                   |                   |    |           | В4              | Япония          | Япония          | Япония          | Япония          | Япония          | Япония          | Япония          | Япония          | 2               |

Время местное (UTC+4).
| 2014-02-16 12:00 | Финляндия | 2:1 (2:0, 0:1, 0:0) | Германия | Ледовая арена «Шайба», Сочи Зрителей: 2009 |

| Отчёт                                                                                     | Отчёт                    | Отчёт                                 | Отчёт                         | Отчёт            |
| ----------------------------------------------------------------------------------------- | ------------------------ | ------------------------------------- | ----------------------------- | ---------------- |
|                                                                                           |                          |                                       |                               |                  |
|                                                                                           | Ноора Рятю — 00:00-60:00 | Вратари                               | 00:00-58:55 — Дженнифер Харсс | Судья: Айна Хове |
|                                                                                           | Голы:                    |                                       |                               | Судья: Айна Хове |
| Енни Хийрикоски (бол.) — 01:15 (Р. Вялиля) Мишель Карвинен — 08:32 (Р. Вялиля, С. Тапани) | 1:0 2:0 2:1              | 28:59 — Беттина Эверс (бол.) (С. Гёц) |                               | Судья: Айна Хове |
|                                                                                           |                          |                                       |                               | Судья: Айна Хове |
|                                                                                           |                          |                                       |                               | Судья: Айна Хове |
|                                                                                           |                          |                                       |                               | Судья: Айна Хове |
| 8 мин                                                                                     | Штраф                    | 8 мин                                 |                               | Судья: Айна Хове |
|                                                                                           |                          |                                       |                               |                  |
|                                                                                           | 27                       | Броски                                | 21                            |                  |

| 2014-02-16 21:00 | Россия | 6:3 (1:0, 3:2, 2:1) | Япония | Ледовая арена «Шайба», Сочи Зрителей: 4793 |

| Отчёт | Отчёт                                                 | Отчёт                                                                                                 | Отчёт                        | Отчёт              |
| --- | ----------------------------------------------------- | --- | ---------------------------- | ------------------ |
| |                                                       | |                              |                    |
| | Анна Пругова — 00:00-26:50 Юлия Лескина — 26:50-60:00 | Вратари                                                                                               | 00:00-58:03 — Нана Фудзимото | Судья: Анна Эскола |
| | Голы:                                                 | |                              | Судья: Анна Эскола |
| Анна Щукина — 16:12 (А. Шохина) Анна Шохина — 26:44 (Е. Смоленцева) Галина Скиба — 27:33 (И. Гаврилова, Т. Бурина) Ольга Сосина (бол.) — 31:32 (Е. Смоленцева, А. Шохина) Галина Скиба (бол.) — 49:39 (Т. Бурина, И. Гаврилова) Татьяна Бурина (бол.) — 55:42 (А. Шибанова, А. Хомич) | 1:0 1:1 2:1 2:2 3:2 4:2 4:3 5:3 6:3                   | 26:14 — Томоэ Яманэ (Р. Укита) 26:50 — Аяка Токо (Х. Кубо) 42:23 — Тихо Осава (А. Такэути, Ю. Хирано) |                              | Судья: Анна Эскола |
| |                                                       | |                              | Судья: Анна Эскола |
| |                                                       | |                              | Судья: Анна Эскола |
| |                                                       | |                              | Судья: Анна Эскола |
| 6 мин | Штраф                                                 | 10 мин                                                                                                |                              | Судья: Анна Эскола |
| |                                                       | |                              |                    |
| | 32                                                    | Броски                                                                                                | 27                           |                    |

### Матч за 7-е место
Время местное (UTC+4).
| 2014-02-18 12:00 | Германия | 3:2 (1:1, 2:0, 0:1) | Япония | Ледовая арена «Шайба», Сочи Зрителей: 2012 |

| Отчёт | Отчёт                      | Отчёт                                                                      | Отчёт                                                   | Отчёт                 |
| --- | -------------------------- | -------------------------------------------------------------------------- | ------------------------------------------------------- | --------------------- |
| |                            |                                                                            |                                                         |                       |
| | Виона Харрер — 00:00-60:00 | Вратари                                                                    | 00:00-35:49 — Нана Фудзимото 35:49-59:23 — Аканэ Кониси | Судья: Мелани Бордело |
| | Голы:                      |                                                                            |                                                         | Судья: Мелани Бордело |
| Сюзанн Гёц (бол.) — 09:18 (Ф. Буш, Ж. Янцен) Юлия Цорн — 24:30 (Ф. Буш, С. Гёц) Сара Зайлер — 35:49 (Л.К. Шустер, С. Крацер) | 1:0 1:1 2:1 3:1 3:2        | 13:40 — Ханаэ Кубо (Т. Осава) 42:56 — Харуна Ёнэяма (Т. Осава, С. Судзуки) |                                                         | Судья: Мелани Бордело |
| |                            |                                                                            |                                                         | Судья: Мелани Бордело |
| |                            |                                                                            |                                                         | Судья: Мелани Бордело |
| |                            |                                                                            |                                                         | Судья: Мелани Бордело |
| 8 мин | Штраф                      | 12 мин                                                                     |                                                         | Судья: Мелани Бордело |
| |                            |                                                                            |                                                         |                       |
| | 23                         | Броски                                                                     | 29                                                      |                       |

### Матч за 5-е место
Время местное (UTC+4).
| 2014-02-18 16:30 | Финляндия | 4:0 (2:0, 0:0, 2:0) | Россия | Ледовая арена «Шайба», Сочи Зрителей: 4112 |

| Отчёт | Отчёт                    | Отчёт   | Отчёт                      | Отчёт             |
| --- | ------------------------ | ------- | -------------------------- | ----------------- |
| |                          |         |                            |                   |
| | Ноора Рятю — 00:00-60:00 | Вратари | 00:00-60:00 — Анна Пругова | Судья: Эрин Блэйр |
| | Голы:                    |         |                            | Судья: Эрин Блэйр |
| Линда Валимяки — 16:37 (К. Рантамяки, В. Хови) Рийка Вялиля — 17:28 (С. Тапани, Е. Хийрикоски) Мишель Карвинен — 42:30 (Р. Вялиля, С. Таркки) Мишель Карвинен (бол.) — 25:41 (Р. Вялиля, М. Туоминен) | 1:0 2:0 3:0 4:0          |         |                            | Судья: Эрин Блэйр |
| |                          |         |                            | Судья: Эрин Блэйр |
| |                          |         |                            | Судья: Эрин Блэйр |
| |                          |         |                            | Судья: Эрин Блэйр |
| 14 мин | Штраф                    | 12 мин  |                            | Судья: Эрин Блэйр |
| |                          |         |                            |                   |
| | 29                       | Броски  | 19                         |                   |

## Рейтинг и статистика

### Итоговое положение команд
| 1   | Канада    |
| 2   | США       |
| 3   | Швейцария |
| 4.  | Швеция    |
| 5.  | Финляндия |
| 6.  | Германия  |
| 7.  | Япония    |
| DSQ | Россия    |

| Олимпийский чемпион 2014 |
| Канада Четвёртый титул   |

### Лучшие бомбардиры
| Игрок                | И | Г | П | О | Штр | +/− |
| -------------------- | - | - | - | - | --- | --- |
| Мишель Карвинен      | 6 | 5 | 2 | 7 | 4   | +4  |
| Пернилла Винберг     | 6 | 3 | 4 | 7 | 2   | +3  |
| Аманда Кессел        | 5 | 3 | 3 | 6 | 0   | +8  |
| Хилари Найт          | 5 | 3 | 3 | 6 | 6   | +1  |
| Кендалл Койн         | 5 | 2 | 4 | 6 | 2   | +8  |
| Брианна Декер        | 5 | 2 | 4 | 6 | 6   | +8  |
| Екатерина Смоленцева | 6 | 2 | 4 | 6 | 2   | 0   |
| Алекс Карпентер      | 5 | 4 | 1 | 5 | 2   | −1  |
| Франциска Буш        | 5 | 3 | 2 | 5 | 2   | −4  |
| Мари-Филип Пулен     | 5 | 3 | 2 | 5 | 0   | +6  |
| Енни Хийрикоски      | 6 | 3 | 2 | 5 | 2   | +3  |

Примечание: И = Количество проведённых игр; Г = Голы; П = Голевые передачи; О = Очки; Штр = Штрафное время; +/− = Плюс-минус
По данным: IIHF.com

### Лучшие вратари
В списке вратари, сыгравшие не менее 40 % от всего игрового времени их сборной.
| Игрок              | ВП     | Бр  | ПШ | КН   | %ОБ   | И"0" |
| ------------------ | ------ | --- | -- | ---- | ----- | ---- |
| Шэннон Сабадос     | 187:30 | 65  | 3  | 0.96 | 95.38 | 1    |
| Виона Харрер       | 180:00 | 96  | 6  | 2.00 | 93.75 | 1    |
| Ноора Рятю         | 358:57 | 183 | 13 | 2.17 | 92.90 | 1    |
| Валентина Валльнер | 269:16 | 152 | 13 | 2.90 | 91.45 | 1    |
| Анна Пругова       | 265:46 | 105 | 9  | 2.03 | 91.43 | 0    |

Примечание: ВП = Время на площадке; Бр = Броски по воротам; ПШ = Пропущено шайб; КН = Коэффициент надёжности; %ОБ = Процент отражённых бросков; И"0" = «Сухие игры»
По данным: IIHF.com

### Индивидуальные награды
Самый ценный игрок (MVP):
- Флоренс Шеллинг

Лучшие игроки:
- Вратарь:  Флоренс Шеллинг
- Защитник:  Енни Хийрикоски
- Нападающий:  Мишель Карвинен

Сборная всех звёзд:
- Вратарь:  Флоренс Шеллинг
- Защитники:  Меган Бозек —  Енни Хийрикоски
- Нападающие:  Аманда Кессел —  Меган Агоста —  Хилари Найт